# سووبودا (شهرستان کویورگازینسکی، باشقیرستان)
سووبودا (انگلیسی: Svoboda, Kuyurgazinsky District, Republic of Bashkortostan) یک شهرک در شهرستان کویورگازینسکی جمهوری باشقیرستان در کشور روسیه است.